# Selinexor
Selinexor ist ein Arzneistoff aus der Klasse der XPO1-Hemmer und wird in der Krebsbehandlung eingesetzt. Es blockiert die Wirkung von Exportin 1 (XPO1), das Proteine vom Zellkern in das Zytoplasma einer Zelle transportiert. Einige Zellproteine müssen sich im Zellkern befinden, damit sie richtig funktionieren. Indem Selinexor die Funktion von XPO1 blockiert, verhindert es den Austritt bestimmter Proteine aus dem Zellkern, stört das weitere Wachstum der Krebszellen und führt zum Absterben der Krebszellen.
Selinexor ist seit März 2021 unter dem Handelsnamen Nexpovio zur Behandlung des multiplen Myeloms (MM) zugelassen, wenn die Erkrankung nach einer anderen Behandlung erneut aufgetreten ist.
Es wird zusammen mit zwei anderen Medikamenten (Bortezomib und Dexamethason) angewendet. Laut der Leitlinie der Deutschen Gesellschaft für Hämatologie und Medizinische Onkologie (DGHO) ist die Kombination Selinexor / Bortezomib / Dexamethason (kurz „SVd-Schema“) für Patienten mit rezidiviertem oder refraktärem Multiplem Myelom (r/r MM), die zuvor mindestens eine andere Therapie erhalten haben, zugelassen. In der Zulassungsstudie BOSTON führte SVd gegenüber Bortezomib / Dexamethason zu einem progressionsfreien Überleben von 13,93 Monaten im Vergleich zu 9,46 Monaten (Hazard Ratio 0,70 mit 95%-Konfidenzintervall 0,53–0,93, p=0,0075). Häufigste schwere Nebenwirkungen im Selinexor-Arm waren Thrombozytopenie, Fatigue, Anämie und Pneumonie.